# Liste des résolutions du Conseil de sécurité des Nations unies adoptées en 1997
Les résolutions du Conseil de sécurité des Nations unies sont les décisions qui sont votées par le Conseil de sécurité des Nations unies.
Une telle résolution est acceptée si au moins neuf des quinze membres (depuis le 17 décembre 1963, 11 membres avant cette date) votent en sa faveur et si aucun des membres permanents qui sont la Chine, les États-Unis, la France, le Royaume-Uni et la Russie (l'Union soviétique avant 1991) n'émet de vote contre (qui est désigné couramment comme un veto).

## Résolutions 1093 à 1099
- Résolution 1093 : situation en Croatie
- Résolution 1094 : Amérique centrale : les efforts de paix
- Résolution 1095 : situation au Moyen-Orient
- Résolution 1096 : situation en Géorgie
- Résolution 1097 : situation dans la région des grands lacs.
- Résolution 1098 : situation en Angola
- Résolution 1099 : situation au Tadjikistan et le long de la frontière Tadjiko-afghane.

## Résolutions 1100 à 1109
- Résolution 1000 : situation au Liberia
- Résolution 1101 : situation en Albanie
- Résolution 1102 : situation en Angola
- Résolution 1103 : situation en Bosnie-Herzégovine
- Résolution 1104 : tribunal pénal international pour l'ex-Yougoslavie
- Résolution 1105 : situation en  ancienne République yougoslave de Macédoine
- Résolution 1106 : situation en Angola
- Résolution 1107 : situation en Bosnie-Herzégovine
- Résolution 1108 : situation concernant le Sahara occidental
- Résolution 1109 : situation au Moyen-Orient.

## Résolutions 1110 à 1119
- Résolution 1110 : situation dans l’ancienne République yougoslave de Macédoine.
- Résolution 1111 : situation entre l'Irak et le Koweït
- Résolution 1112 : situation en Bosnie-Herzégovine
- Résolution 1113 : situation au Tadjikistan et le long de la frontière tadjiko-afghane
- Résolution 1114 : situation en Albanie
- Résolution 1115 : situation entre l'Irak et le Koweït
- Résolution 1116 : situation au Liberia
- Résolution 1117 : situation à Chypre
- Résolution 1118 : situation en Angola
- Résolution 1119 : situation en Croatie (UNMOP).

## Résolutions 1120 à 1129
- Résolution 1120 : situation en Croatie (UNTAES)
- Résolution 1121 : sur les opérations de maintien de la paix
- Résolution 1122 : situation au Moyen-Orient
- Résolution 1123 : question concernant Haïti
- Résolution 1124 : situation en Géorgie
- Résolution 1125 : situation en République centrafricaine
- Résolution 1126 : tribunal pénal international pour l'ex-Yougoslavie
- Résolution 1127 : situation en Angola
- Résolution 1128 : situation au Tadjikistan et le long de la frontière tadjiko-afghane
- Résolution 1129 : situation entre l'Irak et le Koweït.

## Résolutions 1130 à 1139
- Résolution 1130 : situation en Angola.
- Résolution 1131 : situation concernant le Sahara occidental
- Résolution 1132 : situation en Sierra Leone
- Résolution 1133 : situation concernant le Sahara occidental
- Résolution 1134 : situation entre l'Irak et le Koweït
- Résolution 1135 : situation en Angola
- Résolution 1136 : situation en République centrafricaine
- Résolution 1137 : situation entre l'Irak et le Koweït
- Résolution 1138 : situation au Tadjikistan et le long de la frontière tadjiko-afghane
- Résolution 1139 : situation au Moyen-Orient.

## Résolutions 1140 à 1146
- Résolution 1140 : situation dans l’ancienne République yougoslave de Macédoine
- Résolution 1141 : question concernant Haïti
- Résolution 1142 : situation dans l’ancienne République yougoslave de Macédoine
- Résolution 1143 : situation entre l'Irak et le Koweït
- Résolution 1144 : situation en Bosnie-Herzégovine
- Résolution 1145 : situation en Croatie
- Résolution 1146 : situation à Chypre